# Adelaide (Beethoven)
Adelaide és un lied per a veu solista i piano, compost el 1795 per Ludwig van Beethoven. El text és un poema en alemany de Friedrich von Matthisson (1761–1831).

## Composició i publicació
Beethoven havia anat a Viena el 1792, amb vint anys, per continuar la seva formació, i va ser en les primeres etapes quan es va fer un nom, per si mateix, com a pianista i compositor. Poc abans havia completat els seus estudis amb Haydn. L'historiador Peter Brown sosté que Beethoven va ser fortament influenciat per la cançó composta per Haydn, O Tuneful Voice (Hob. XXVIa: 42, c.1795). Adelaide és un poema d'amor, amb un tempo moderat i un acompanyament de triplets constant.
Beethoven va fer molts esbossos durant la composició. No se sap exactament quan el compongué; Barry Cooper assigna al treball de composició «un temps inusualment llarg durant 1794, 1795, i potser 1796». La cançó la publicà Artaria a Viena. La primera edició no té data; un anunci de l'obra, però, aparegué el 8 de febrer de 1797 al diari Wiener Zeitung. Beethoven dedica l'obra a Matthisson.

## Text
El text d'Adelaida és un poema romàntic, escrit per Friedrich von Matthisson el 1788, que expressa l'anhel d'una dona idealitzada i aparentment inassolible.
| Einsam wandelt dein Freund im Frühlingsgarten, Mild vom lieblichen Zauberlicht umflossen, Das durch wankende Blüthenzweige zittert, Adelaide! In der spiegelnden Flut, im Schnee der Alpen, In des sinkenden Tages Goldgewölke, In Gefilde der Sterne strahlt dein Bildnis, Adelaide! Abendlüftchen im zarten Laube flüstern, Silberglöckchen des Mais im Grase säuseln, Wellen rauschen und Nachtigallen flöten, Adelaide! Einst, o Wunder! entblüht auf meinem Grabe, Eine Blume der Asche meines Herzens. Deutlich schimmert auf jedem Purpurblättchen: Adelaide! | Solitari, passeja el teu amic pel jardí de primavera, dolçament envoltat d'una gentil llum màgica, que tremola entre el gronxolar de branques florides, Adelaida! En el riu com un mirall, en la neu dels Alps, en els núvols daurats del capvespre, en el domini dels estels, resplendeix la teva imatge, Adelaida! L’oreig de la vesprada xiuxiueja entre el tendre fullatge, muguets argentats murmuregen en la gespa, onades remoregen i rossinyols refilen: Adelaida! Un dia, oh, meravella! florirà damunt la meva tomba una flor nascuda de les cendres del meu cor; i clarament resplendirà en tots els pètals de color de porpra: Adelaida! Traducció: Salvador Pila |

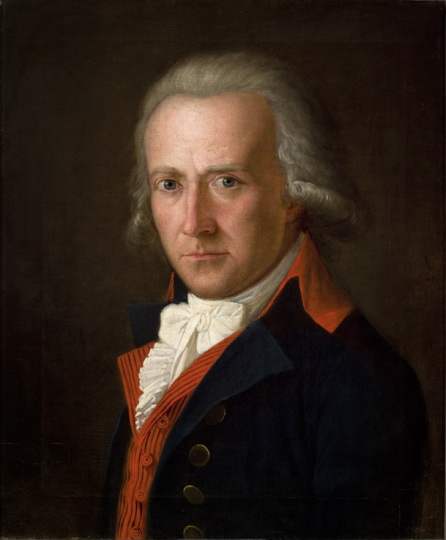
Friedrich von Matthisson (1761-1831)

Per al seu poema, Matthisson va escollir un mètrica inusual. Es tracta d'una adaptació alemanya de la mètrica utilitzada en grec antic i llatí, l'hendecasíl·lab. El poema va colpir a Beethoven, la vida personal del qual sovint se centrava en els seus anhels per dones idealitzades i inassolibles. La carta d'agraïment que Beethoven va escriure més tard a Matthisson testifica el seu compromís emocional amb el poema:

Viena, 4 d'agost de 1800.
Amic apreciat,
--Vostè rebrà amb aquesta carta una de les meves composicions publicada fa uns anys, i no obstant això, per a la meva vergonya, probablement mai n'heu sentit parlar. No puc intentar disculpar-me, o explicar per què li dedico una obra que em sorgí directament del cor, però mai li vaig parlar de la seva existència, perquè al principi no sabia on vivia, i en part també vaig pensar que podria haver estat prematur dedicar-li un treball a vostè. De fet, ara li envio "Adelaida" amb una sensació de timidesa. Vostè sap com canvia en el lapse d'uns anys el progrés d'un artista; com més grans siguin els avenços que fem en art, menys estem satisfets de les nostres obres d'una data anterior. El meu desig més ardent es complirà si no està insatisfet amb la manera en què he establert el seu celestial «Adelaida» en música, i si no considera la meva petició massa indiscreta, li demano que m'envii immediatament un altre, perquè pugui exercir totes les meves energies a acostar-se a la seva encantadora poesia. Li testimonio el plaer que el seu «Adelaida» em va conferir, i l'apreciació i la intensa delícia de la seva poesia que sempre m'ha inspirat, i sempre m'inspirarà.
El seu admirador més sincer,

Beethoven

## Música
Adelaide està composta en si bemoll major; el rang vocal és apropiat per a una veu de tenor o soprano (també hi ha versions transposades per a altres veus). Una performance dura uns sis minuts. Beethoven tractava el text en dues parts. La primera abasta les tres primeres estrofes. Hi ha un acompanyament de triplet al piano, amb moltes modulacions amb claus planes, que crea un ambient de somni. Tal com comenta Cooper, «l'amant veu la seva estimada allà on passeja, i la música es passeja per un gran ventall de claus i ritmes».
La segona part de la cançó de Beethoven estableix la fantasia de la mort extravagant en l'estrofa final, en la qual les flors broten de la tomba del poeta per expressar el seu amor etern. Sorprenentment, Beethoven construeix aquesta estrofa amb tons no de desesperació sinó d'èxtasi; el tempo és allegro molto.

## La recepció de l'obra
Beethoven va tardar molt a presentar l'obra a Matthisson amb una còpia de la cançó, perquè temia que no agradés al poeta. Al contrari, Matthisson va apreciar enormement la cançó. Més tard va escriure (en una introducció del 1825 a una edició dels seus poemes recollits): «Alguns compositors han animat aquesta petita fantasia lírica amb música. Estic fermament convençut, però, que cap d'ells o l'ha ennoblit amb la seva melodia com ho va fer el geni Ludwig van Beethoven a Viena».
De les cançons de Beethoven, que romanen com un gènere menor per a aquest compositor, «Adelaide» és una de les més populars, i s'inclou en la majoria d'antologies registrades. L'obra va ser especialment popular, i va passar per moltes edicions. Alguns compositors, entre ells Sigismond Thalberg i Franz Liszt (que van escriure'n tres versions, S. 466), van preparar arranjaments de la cançó per a piano sol. Més tard, al segle xix, el crític Eduard Hanslick en va dir que és «l'única cançó de Beethoven la pèrdua de la qual deixaria un buit en la vida emocional de la nostra nació». La cançó és menys coneguda avui en dia; el nou diccionari de la música Grove en parla com «un cançó que antany va ser popular».

## La crítica
Charles Rosen va utilitzar la cançó per a exemplificar la seva afirmació que Beethoven va acostar-se realment a la pràctica compositiva dels seus predecessors Haydn i Mozart: «Amb l'edat, Beethoven es va acostar a les formes i proporcions de Haydn i Mozart. En les seves obres juvenils, la imitació dels seus dos grans precursors és en gran part exterior: en la tècnica i fins i tot en l'esperit, és al començament de la seva carrera sovint més a prop de Hummel, Weber, i per a les obres posteriors de Clementi, que de Haydn i Mozart… L'equilibri entre el desenvolupament harmònic i temàtic tan característic de Haydn i Mozart es perd sovint en els principis de Beethoven, en què el contrast temàtic i la transformació semblen superar tots els altres interessos. Beethoven, de fet, va començar com un veritable membre de la seva generació, escrivint ara en un estil protoromàntic, ara en una versió tardana i una mica atenuada d'estil clàssic, amb una insistència en el tipus d'estructura melòdica àmplia i quadrada que havia de trobar la seva justificació veritable més tard en el període romàntic del 1830. La primera cançó, Adelaide, és tant òpera romàntica italiana com qualsevol altra cosa: la seva llarga i sinuosa melodia, simètrica i apassionada, les seves acolorides modulacions i l'acompanyament agressivament senzill podrien provenir fàcilment d'un primerenc treball de Bellini».